# Amoroto
Amoroto est une commune de Biscaye dans la communauté autonome du Pays basque en Espagne.

## Blason et drapeau
- Le blason est de domaine divisé. Dans le premier domaine d'argent avec un patraque de sinople. Dans le second domaine du gueules[2], une croix processionnelle, une crosse épiscopale d'or situés en sautoir. Ces deux surmontés d'une mitre d'or.

- Le drapeau est de couleur pourpre et porte d'une part le blason de la Biscaye et de l'autre celui de l'elizate.

## Situation et accès
Amoroto est situé dans la partie nord de la comarque du Lea-Artibai et le bassin de la rivière Lea Amoroto. C'est une municipalité éminemment rurale. Son noyau urbain principal, le quartier d'Elixalde, où on trouve l'église de sainte Barbara et la mairie, est situé tout en haut d'une petite colline. Le reste des habitations est dispersé à travers le territoire municipal et est composé de quatre quartiers: 
- Elexalde
- Odiaga
- Ugaran
- Urrutia

La municipalité d'Amoroto est limitée au nord par Mendeza et Gizaburuaga, au sud par Aulesti, à l'est par Markina-Xemein et à l'ouest par Gizaburuaga.
La baisse démographique est claire et continue. Des 716 habitants qu'elle avait durant l'année 1900, elle est passée à 366 habitants en 1999.
La langue utilisée normalement par l'immense majorité de la population est l'euskara (le basque).

## Communications
Même si son territoire municipal est traversé par des routes secondaires qui parcourent la comarque, la BI-3447 qui relie Aulesti avec Lekeitio et la BI-2405 qui relie Lekeitio par la BI-633, Durango-Ondarroa. Le noyau urbain, le quartier d'Elixalde est séparée de la route principale, par la BI-2405, et on rejoint celle-ci par la BI-4406.
Les communications dans la comarque sont faibles et le seul moyen de transport public est l'autobus qui parcourt cette dernière en reliant Durango à Bilbao, la capitale de la province.

## Hydrographie
La rivière Lea parcourt la partie nord le territoire municipal, en passant par Oleta (quartier d'Urgaran). Il y a différents cours d'eau, affluents du Lea qui arrosent les terres d'Amoroto, bien qu'aucun d'eux ne passent par son noyau principal. Ce sont : le Castillo, l'Izalxu, le Bellestegui et le Babolina.

## Orographie
Comme le reste de la comarque, l'orographie d'Amoroto est compliquée. De petites montagnes avoisinant les 500 m d'altitude entourent la colline où se trouve le quartier de l'Elixalde. Au sein de ceux-ci s'ouvrent de petites et étroites vallées des cours d'eau descendant vers le nord, vers la rivière (rio) Lea.
Le terrain est constitué de grandes masses calcaires qui est exploité dans des carrières. La végétation abondante dans la forêt autochtone abondante en chênes et chênes atlantiques et les espèces destinées à l'exploitation forestière comme le pin insignis.

## Économie
L'économie d'Amoroto est basée sur le secteur primaire, dans l'agriculture (produit, maïs, haricots et d'autres produits du potager ainsi que dans l'exploitation forestière et le bétail principalement bovin). Elle possède des carrières de pierre calcaire.
Le secteur primaire: est centré sur les exploitations d'élevage et agricoles des fermes (baseri). Comme souvent, on a maintenu l'alternance avec le travail dans l'industrie. L'exploitation forestière est importante, centrée sur les plantations de pin insignis qui se trouvent dans les montagnes de la municipalité.
Le secteur secondaire: centré sur les industries qui ont été installées dans les villages de la comarque a eu un développement très significatif dans la dernière décennie du XXe siècle. La métallurgie est importante ainsi que la chimie, centrée la construction tubes et manchons de caoutchouc. Certaines de ces entreprises sont installées dans la municipalité dans les polygones à des bords du Lea.
Le secteur des services: est faible, en se limitant au transport et à la restauration, avec quelques restaurants de qualité et un certain établissement de tourisme rural.

## Histoire
Comme dans le cas de toutes les elizates de Biscaye, les origines d'Amoroto se perdent dans la nuit des temps et se fondent avec celle de la Lur Laua de la seigneurie.
Les témoignages de la présence humaine dans ces terres en des temps préhistoriques sont les restes trouvés dans les gisements de la grotte d'Abitaga (Magdalénien). On a trouvé des traces de présence humaine à Amoroto depuis l'âge de la pierre : Dans la grotte de Pepetxo et dans celle d'Abillaga ont été trouvés des outils de silex et de métal. En outre, dans la grotte des Errekak (littéralement les rivières en basque) des restes d'Ours des cavernes et d'hommes non datés ont été trouvés.
On suppose qu'il n'y a pas eu de grands changements dans l'habitat de ces gens, ces terres étant éloignées et isolées des influences externes. Même si les conquérants romains établirent des ports, usines de salaison et villes dans divers points de la côte, très proche, on n'a pas trouvé de restes qui supposent qu'ils ont influencé le territoire actuel de la municipalité. Apparemment la population historique d'Amoroto s'est établie aux Xe et XIe siècles.
Les premières informations historiques d'Amoroto datent de 1325, période à laquelle Amoroto était une extension de la basilique de Nuestra Señora de l'Asunción (Notre-Dame-de-l'Assomption) de Lekeitio pour laquelle la municipalité était obligée de payer le diezmo (Dîme) (un tiers de celui obtenu) et avait sa propre paroisse.
Au Moyen Âge s'est produit un bienfait économique qui a abouti à une croissance de sa population. Ce fait a induit alors à ce que les habitants d'Amoroto demandent la séparation (de la tutelle) de Lekeitio. En 1454, on effectua la demande au Pape pour la dissocier de l'église de Santa María de Lekeitio. En 1468, le roi Henri IV de Castille a refusé cette demande. Refus qui n'a pas été accepté par les habitants d'Amoroto qui ont commencé à agir par eux-mêmes. Attitude qui les mène à l'excommunication en 1460. Neuf années plus tard, en 1469, on a établi une concorde, mais le juge s'est à nouveau prononcé en faveur de Lekeitio. Finalement, en 1519, une bulle du pape Léon X a accordé l'indépendance aux paroisses Amoroto et de Gizaburuaga, en accordant des droits aux fonts baptismaux et presbytères. À Amoroto, on a fondé l'ermitage de San Martín qui sera restauré et modifié à la fin du XVIIIe siècle et on lui accorda de disposer de deux prêtres.
Avant que le pape prenne sa décision, on a nommé à Amoroto Real elizate subordonnée à Adan Yarza, laquelle devait payer au royaume de Castille 18 000 Maravédis.
La société de cette époque était féodale et dans laquelle dominaient les familles de lignée, se maintenant grâce aux encaissements qu'elles effectuaient auprès des paysans, les élevages de montagne et les dîmes qui devaient être payées à l'église. À Amoroto, la famille dominante était celle d'Adan Yarza.
Au XVIIIe siècle a eu lieu une renaissance économique qui porte sur la rénovation dans presque la totalité des constructions des bâtiments, privées et publics, en remplaçant les vieilles constructions de bois par d'autres en maçonnerie. Le vieux temple gothique a été dans ce processus vers le néo-classique.
En 2004, le programme humoristique Vaya Semanita de la télévision publique basque (Euskal Telebista, ETB) a commencé à faire pendant une saison, de nombreuses blagues à propos de cette localité comme archétype de petit peuple basque, ce qui a contribué à faire connaitre Amoroto dans tout le Pays basque.

## Patrimoine civil
En 1882 on a découvert des restes préhistoriques dans la grotte d'Armiña (alors appelée Errekas). Ces fouilles ont été dirigées par le géologue Ramón Adán de Iarza. Depuis lors on a effectué différentes découvertes :
- Grotte d'Abitaga : José Miguel de Barandiarán, en 1964 a trouvé des restes humains et des objets élaborés à la main. Le gisement est de l'époque Magdalenienne.

- Grotte d'Abita : a été étudiée en 1929 par les archéologues Aranzadi, Eguren et Barandiaran. Elle a été utilisée durant la seconde guerre carliste et ici vit une espèce de chauve-souris en danger d'extinction.

- Caserío Idarreta : de style baroque de plant rectangulaire a été construit durant l'année 1754. Il a un porche de double arc avec colonne dans le sceptre et un ensemble sculptural.

## Patrimoine religieux
- Paroisse de San Martín : de style gothique-Renaissance, à l'origine a bénéficié d'une importante restauration au XVIIIe siècle, la transformant en temple néo-classique et construit avec des colonnes.

- Ermitage de san Miguel : de style populaire se trouve dans le quartier d'Elixalde. Il a plusieurs motifs de pierre.

- Ermitage de Santa Bárbara : simple construction populaire en honneur à Santa Bárbara situé dans la montagne éponyme.

## Personnalités de la commune
- José Andrés de Anchurra: évêque de Trujillo en Amérique au XVIIIe siècle.

### Sources
- (es) Cet article est partiellement ou en totalité issu de l’article de Wikipédia en espagnol intitulé « Amoroto » (voir la liste des auteurs).